# Thrincophora malacodes
Thrincophora malacodes es una especie de mariposa del género Thrincophora, familia Tortricidae.
Fue descrita científicamente por Meyrick en 1910.